# Patrick Kla Juwle
Patrick Kla Juwle (* 20. Oktober 1913 in Grand Cess; † 18. August 1973) war ein liberianischer römisch-katholischer Geistlicher und Apostolischer Vikar von Cape Palmas.

## Leben
Patrick Kla Juwle empfing am 29. Dezember 1946 das Sakrament der Priesterweihe für das Apostolische Vikariat Liberia. Am 2. Februar 1950 wurde er in den Klerus der Apostolischen Präfektur Cape Palmas (später Apostolisches Vikariat Cape Palmas) inkardiniert.
Am 30. Juli 1972 ernannte ihn Papst Paul VI. zum Titularbischof von Tigamibena und zum Apostolischen Vikar von Cape Palmas. Der Apostolische Vikar von Monrovia, Francis Carroll SMA, spendete ihm am 26. November desselben Jahres in der Kathedrale Sacred Heart in Monrovia die Bischofsweihe; Mitkonsekratoren waren der Erzbischof von Cape Coast, John Kodwo Amissah, und der Bischof von Sekondi-Takoradi, Joseph Amihere Essuah.